# 马特施泰滕

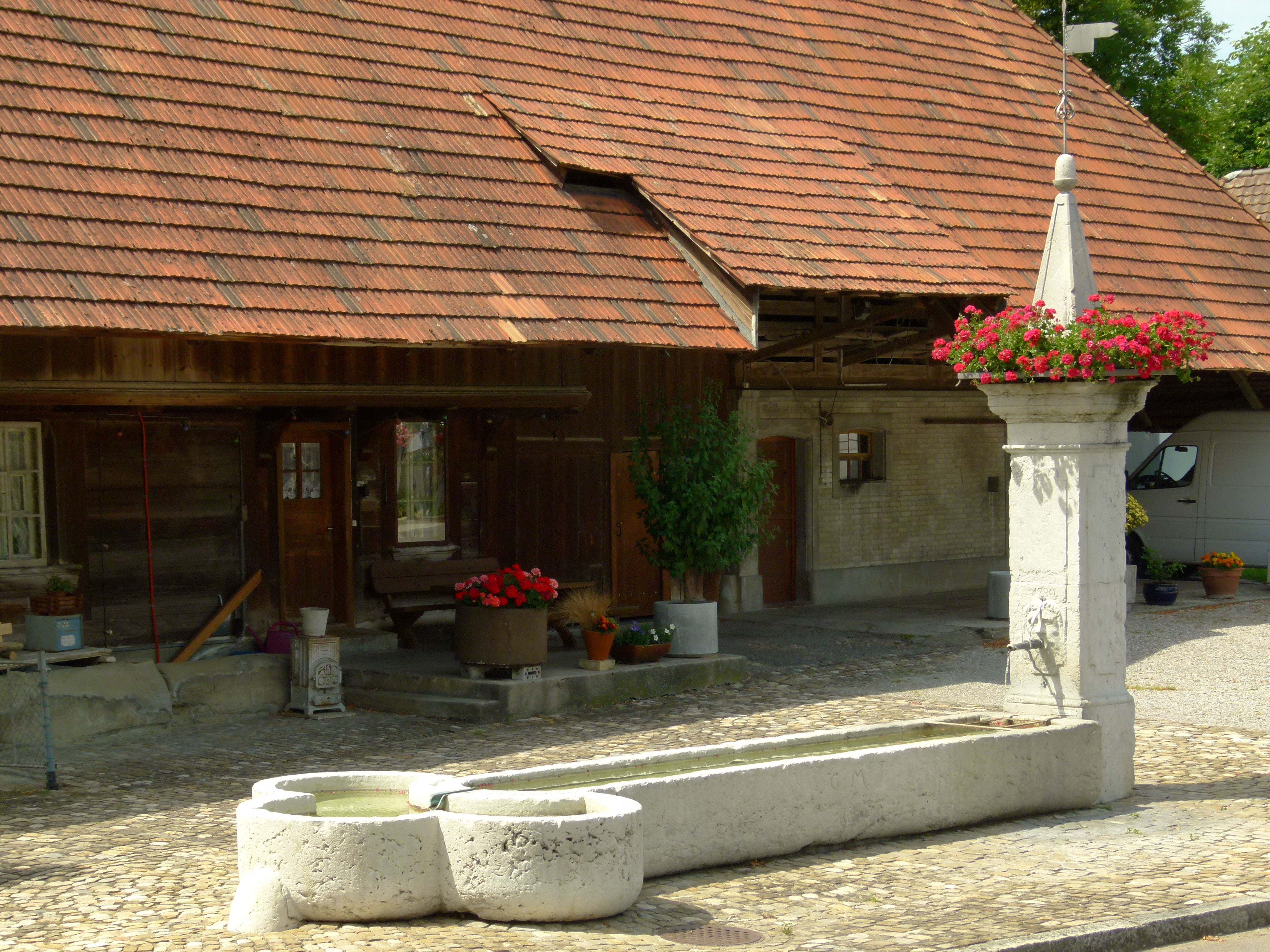

馬特斯泰滕是瑞士的城鎮，位於該國中西部，由伯恩州負責管轄，面積3.8平方公里，海拔高度516米，2011年人口582，七成半人口信奉基督教，人口密度每平方公里153人。